# Burundische Fußballnationalmannschaft
Die burundische Fußballnationalmannschaft untersteht dem nationalen Fußballverband Fédération de Football du Burundi. Die Mannschaft konnte sich bisher noch für keine Weltmeisterschaft qualifizieren. 2019 nahm die Mannschaft erstmals am Afrika-Cup teil.

## Turniere

### Weltmeisterschaft
In ihrem ersten Heimspiel in der Geschichte der WM-Qualifikation am 25. Oktober 1992 gelang der Burundischen Nationalmannschaft ein sensationeller 1:0-Sieg über Ghana, das kurz zuvor bei den Olympischen Spielen in Barcelona als erste afrikanische Mannschaft eine Medaille im Fußball gewonnen hatte.
- 1950 bis 1990: nicht teilgenommen
- 1994: nicht qualifiziert
- 1998: zurückgezogen während der Qualifikation
- 2002: zurückgezogen
- 2006 bis 2022: nicht qualifiziert

### Afrikameisterschaft
- 1957 bis 1974: nicht teilgenommen
- 1976: nicht qualifiziert
- 1978: nicht teilgenommen
- 1980: zurückgezogen
- 1982 bis 1992: nicht teilgenommen
- 1994: nicht qualifiziert
- 1996: nicht teilgenommen
- 1998: zurückgezogen
- 2000 bis 2017: nicht qualifiziert
- 2019: Vorrunde
- 2022 bis 2025: nicht qualifiziert

### Afrikanische Nationenmeisterschaft
- 2009: nicht qualifiziert
- 2011: nicht qualifiziert
- 2014: Vorrunde
- 2016: nicht qualifiziert
- 2018: nicht qualifiziert
- 2021: nicht qualifiziert
- 2023: nicht qualifiziert

### Ost-/Mittelafrikameisterschaft
- 1973 bis – 1996 nicht teilgenommen
- 1999 – Vierter
- 2000 – Vorrunde
- 2001 – Viertelfinale
- 2002 – Vorrunde
- 2003 – zurückgezogen
- 2004 – Zweiter
- 2005 – Vorrunde
- 2006 – Viertelfinale
- 2007 – Vierter
- 2008 – Vierter
- 2009 – Vorrunde
- 2010 – Vorrunde
- 2011 – Viertelfinale
- 2012 – Viertelfinale
- 2013 – Viertelfinale
- 2015 – Vorrunde
- 2017 – Vierter
- 2019 – Vorrunde
- 2021 – 2. Platz (als U-23-Meisterschaft)

## Rekordspieler
Stand: 19. November 2024
Fett markierte Spieler sind noch aktiv.
| #   | Name                     | Zeitraum                    | Spiele | Tore |
| --- | ------------------------ | --------------------------- | ------ | ---- |
| 1.  | Abdul Karim Nizigiyimana | 2004-2012, 2015–2019, 2022– | 64     | 0    |
| 2.  | Cédric Amissi            | 2009-0000                   | 56     | 11   |
| 3.  | Abdul Razak Fiston       | 2009-0000                   | 52     | 19   |
| 4.  | Gaël Duhayindavyi        | 2011-2019                   | 49     | 02   |
| 5.  | Frédéric Nsabiyumva      | 2013-0000                   | 48     | 01   |
| 6.  | Shasiri Nahimana         | 2013-2019, 2022–            | 47     | 02   |
| 6.  | Christophe Nduwarugira   | 2012-0000                   | 47     | 05   |
| 8.  | Pierre Kwizera           | 2009-2019                   | 46     | 03   |
| 9.  | Hassan Hakizimana        | 2007-2014                   | 45     | 01   |
| 10. | Jomathan Nahimana        | 2017–0000                   | 39     | 0    |
| 11. | Saïdi Ntibazonkiza       | 2004–0000                   | 36     | 13   |
| 12. | Hussein Shabani          | 2013–0000                   | 34     | 0 1  |
| 13. | Rashid Léon Harerimana   | 2013-0000                   | 33     | 0    |
| 13. | Selemani Yamin Ndikumana | 2003-2019                   | 33     | 12   |

### Rekordtorschützen
Stand:  19. November 2024
Fett markierte Spieler sind noch aktiv.
| #  | Name                     | Zeitraum  | Tore | Spiele |
| -- | ------------------------ | --------- | ---- | ------ |
| 1. | Abdul Razak Fiston       | 2009-0000 | 19   | 52     |
| 2. | Saïdi Ntibazonkiza       | 2004–0000 | 13   | 36     |
| 3. | Selemani Yamin Ndikumana | 2003-2019 | 12   | 33     |
| 4. | Cédric Amissi            | 2009-0000 | 11   | 55     |
| 5. | Jospin Nshimirimana      | 2020-0000 | 08   | 13     |
| 6. | Papa Claude Nahimana     | 2007-2013 | 07   | 22     |

## Trainer
- Baudouin Ribakare (1997–2004)
- Adel Amrouche (2007–2012)
- Lotfy Naseem (2012–2014)
- Rainer Willfeld (2014–2015)
- Ahcene Aït-Abdelmalek (2015–2016)
- Olivier Niyungeko (2016–2019)
- Joslin Bipfubusa (2020)
- Jimmy Ndayizeye (2020–2022)
- Etienne Ndayiragije (seit 2023)